# 岡實
岡 實（おか みのる、1873年〈明治6年〉9月12日 - 1939年〈昭和14年〉11月20日）は、日本の農商務官僚、大阪毎日新聞社会長。

## 経歴
若州小濱出身、岡義抄の長男として生まれる。奈良県出身。奈良英和学校出身。東京中学校、第一高等学校を経て、1898年7月東京帝国大学法科大学政治学科卒業、同月内務属、同年12月文官高等試験合格、同月法制局参事官。

### 農商務官僚として
1901年11月農商務省参事官となり、窪田静太郎工務課長のもとで同省の工業行政に関わった。工場法制定のため農務省商工局内の臨時工場調査掛によって実施された各地の工場労働者の実態調査（1903年刊行された『職工事情』はその報告書である）の中心となり、1910年6月には窪田の後を継いで工務局長に就任、翌1911年3月の工場法制定に尽力し同年その制定過程をまとめた『工場法論』を刊行した。
1912年12月商務局長兼工務局長、1913年6月商工局長、1917年1月兼臨時産業調査局第三部長兼第四部長、1918年4月法学博士、同年10月依願免本官。辞職は同年の米騒動紛糾の引責であったとされる。辞任後の1919年10月に第1回国際労働会議（国際労働機関の総会）がワシントンで開催されると、政府代表の1人として派遣された（国際労働会議代表反対運動も参照）。

### 新聞社経営者として
1922年10月、大阪毎日新聞社の本山彦一社長に請われて同社に入社、1928年6月東京日日新聞社主幹、1929年4月大阪毎日新聞社副社長（1933年1月まで）。1933年10月、城戸元亮会長を追放する社内クーデター「城戸事件」に際して、大阪毎日新聞社会長となった（1938年9月まで）。
1939年11月20日没。66歳。

## 栄典
位階
- 1903年（明治36年）3月30日 - 従六位[5]
- 1907年（明治40年）2月12日 - 従五位[6]

勲章等
- 1910年（明治43年）12月26日 - 勲四等瑞宝章[7]
- 1911年（明治44年）8月24日 - 勲三等瑞宝章[8]
- 1915年（大正4年）
  - 11月7日 - 勲二等旭日重光章[9]
  - 11月10日 - 大礼記念章[10]
- 1920年（大正9年）9月7日 - 勲一等瑞宝章[11]

外国勲章佩用允許
- 1914年（大正3年）4月7日 - イタリア王国：サンモーリス・エ・ラ・ザル第二等勲章[12]

## 著書
- 『行政法論綱』有斐閣、1902年8月。 NCID BN08722693。全国書誌番号:40023847。
- 『南米調査資料』生産調査会、1911年8月。 NCID BN07821088。全国書誌番号:41019630。
- 『工場法論』有斐閣、1913年10月。 NCID BN05718292。全国書誌番号:43017538 全国書誌番号:48009329。
  - 『工場法論』（改訂増補3版）有斐閣、1917年9月。 NCID BA38720039。全国書誌番号:43017539。
- 『国民経済要義』教育研究会、1923年12月。 NCID BB24240360。全国書誌番号:43011533。
- 『国民法制要義』教育研究会、1923年12月。 NCID BA76966226。全国書誌番号:43011534。
- 『国民的創作の時代』大阪毎日新聞社・東京日日新聞社、1923年12月。 NCID BN10240742。全国書誌番号:43043804。
- 『経済学概論』教育研究会、1926年11月。 NCID BN14116097。全国書誌番号:43052632。
- 『社会経済批判』日本評論社、1929年12月。 NCID BN1524392X。全国書誌番号:47000343。

### 記念論文集
- 大阪毎日・東京日日新聞社エコノミスト部 編『岡実先生記念論文集 エコノミスト監修法学博士』一元社、1939年3月。 NCID BA3662484X。全国書誌番号:46046620。
- 大阪毎日・東京日日新聞社エコノミスト部 編『戦時統制経済新講』一元社、1939年3月。 NCID BN14128631。全国書誌番号:46061592。
  - 大阪毎日・東京日日新聞社エコノミスト部 編『戦時統制経済新講』（増補版）一元社、1940年1月。 NCID BN15903224。全国書誌番号:46061593。

## 家族
妻のマサは佐々木勇之助の長女。息子の義武・義達は、ともに政治学者・東京大学法学部教授。